# Rüdiger Rosenthal
Rüdiger Rosenthal (* 25. Februar 1952 in Boizenburg/Elbe) ist ein deutscher Lyriker und Journalist.

## Leben und Wirken
Rosenthal wuchs im heutigen Mecklenburg-Vorpommern auf, machte 1970 das Abitur und beendete zugleich eine Ausbildung als Schiffbauschlosser in der Elbewerft Boizenburg. Danach studierte er Physik an der Technischen Universität Magdeburg. Ab 1974 war er zunächst Hochschulassistent, dann Entwickler und Ingenieur im Oberschöneweider Werk für Fernsehelektronik. Rosenthal war in Ost-Berlin und Mecklenburg außerdem als Autor (u. a. im Lyrikclub Pankow) und als Journalist (unter Pseudonymen für westdeutsche Medien) tätig und gehörte zu verschiedenen alternativen Kultur-, Friedens- und Umweltkreisen der DDR-Opposition. Wegen langjähriger Publikations-, Auftritts- und Reiseverbote und weitergehenden politischen Verfolgungsdrucks übersiedelte er 1987 nach West-Berlin.
In der DDR konnte Rosenthal nur wenig publizieren (z. B. in der Literaturzeitschrift Temperamente). Die meisten Veröffentlichungen erfolgten ohne Genehmigung in westdeutschen und österreichischen Zeitschriften sowie in der Westberliner Literaturzeitschrift Litfass. Berliner Zeitschrift für Literatur. 1984 publizierte er illegal im Westberliner Oberbaum-Verlag den Gedichtband Polnische Reise, Poetische Erzählungen und andere Gedichte (mit Radierungen von Cornelia Schleime). In Polnische Reise beschreibt Rosenthal das Polen der „Solidarność“, die Texte entstanden kurz vor Ausrufung des Kriegsrechts 1981 nach der Verweigerung jeglicher weiterer Reisen ins Nachbarland Polen durch die DDR-Behörden. Weitere Texte in Polnische Reise beschäftigen sich mit Diktaturerfahrungen und der Verteidigung der Sprache in der Diktatur.
Bis 1989 arbeitete Rosenthal als Journalist u. a. für die Sendung „Radio Glasnost“ beim West-Berliner Radio 100 sowie die Tageszeitung taz, für deren dort publizierte Artikel er 1989 den  Konrad-Adenauer-Journalistenpreis erhielt. 1989 kehrte Rosenthal nach Ostberlin zurück, wurde zunächst Pressesprecher bei der Grünen Partei der DDR, später bei Bündnis 90/Die Grünen sowie bei Umweltverbänden.

## Rezeption
Eine Reihe von Texten erschienen verstreut in Zeitschriften und Anthologien, u. a. in dem Band Berührung ist nur eine Randerscheinung – Neue Literatur aus der DDR, der die alternative Literatur-Szene vom Prenzlauer Berg vorstellte. In seinem Essay „Hintergrund und Widerstand – die Parallelkultur in Berlin-Ost“ im Buch Freiheit ist immer Freiheit… Die Andersdenkenden in der DDR beschrieb Rosenthal Ost-Berlins kulturelle und oppositionelle Szenerie, in dem Essay „Stalins Erbe“ in Aufbruch in eine andere DDR. Reformer und Oppositionelle zur Zukunft ihres Landes die Notwendigkeit einer Entstalinisierung der DDR.
1990 gab Rosenthal den Sammelband Robert Havemann. Die Stimme des Gewissens. Texte eines deutschen Antistalinisten heraus. Das Buch enthält Reden, Aufsätze und Briefe des DDR-Dissidenten Havemann. 2005 veröffentlichte er zusammen mit Gerald Praschl und Bärbel Bohley Mut. Frauen in der DDR, ein Buch über das widerständige Leben acht ostdeutscher Frauen.
Zusammen mit Stephan Bickhardt und über 100 Unterstützern aus dem Kreis der DDR-Bürgerrechtler veröffentlichte er anlässlich der Ausschreitungen in Chemnitz 2018 die Erklärung zu Chemnitz die sich gegen die Instrumentalisierung des Satzes „Wir wollten Gerechtigkeit und bekamen den Rechtsstaat“ von Bärbel Bohleys durch „nicht wenige Pegida- oder AfD-Sympathisanten“ richtete. Bohley sei für Frieden, Freiheit und Menschenwürde und für mehr Gerechtigkeit für die Opfer der SED-Diktatur, für politisch Verfolgte und Benachteiligte in Ostdeutschland eingetreten. In diesem Sinn wollten die Unterzeichner an alle appellieren, die Kräfte der gewaltfreien Zivilgesellschaft zu stärken, um die Voraussetzungen für eine vielfältige und zukunftsfähige Entwicklung in Deutschland zu schaffen.

## Werke (Auswahl)
als Autor
- Norbert Haase, Lothar Reese, Peter Wensierski (Hrsg.): VEB Nachwuchs. Jugend in der DDR. Rowohlt, Reinbek 1983, ISBN 3-499-15178-2 (Rororo-Panther; 5178).
- Dorothea von Törne (Hrsg.): Vogelbühne. Gedichte im Dialog. Verlag der Nation, Berlin 1983.
- Lutz Rathenow (Hrsg.): einst war ich fänger im schnee. Neue Texte und Bilder aus der DDR. Oberbaum-Verlag, Berlin 1984, ISBN 3-87628-213-5.
- Christoph Buchwald, Ursula Krechel (Hrsg.): Luchterhand Jahrbuch der Lyrik. Jg. 2 (1985), ISSN 0179-9150.
- Christoph Buchwald, Elke Erb (Hrsg.): Luchterhand Jahrbuch der Lyrik. Jg. 3 (1986), ISSN 0179-9150.
- Christoph Buchwald, Jürgen Becker (Hrsg.): Luchterhand Jahrbuch der Lyrik. Jg. 4 (1987/88), ISSN 0179-9150.
- Peter Geist (Hrsg.): Ein Molotow-Cocktail auf fremder Bettkante. Lyrik der siebziger/achtziger Jahre von Dichtern aus der DDR. ein Lesebuch. Reclam, Leipzig 1991, ISBN 3-379-00694-7.
- Klaus Michael, Thomas Wohlfahrt (Hrsg.): Vogel oder Käfig sein. Kunst und Literatur aus unabhängigen Zeitschriften in der DDR 1979–1989. Druckhaus Gralev, Berlin 1992, ISBN 3-910161-10-3.
- Ferdinand Kroh (Hrsg.): „Freiheit ist immer Freiheit …“ Die Andersdenkenden in der DDR. Ullstein, Frankfurt/M. 1988, ISBN 3-548-34489-5.
- Elke Erb, Sascha Anderson (Hrsg.): Berührung ist nur eine Randerscheinung. Neue Literatur aus der DDR. Verlag Kiepenheuer & Witsch, Köln 1985, ISBN 3-462-01734-9.
- Hubertus Knabe (Hrsg.): Aufbruch in eine andere DDR. Reformer und Oppositionelle zur Zukunft ihres Landes. Rowohlt, Reinbek 1989, ISBN 3-499-12607-9.

als Herausgeber
- Robert Havemann. Die Stimme des Gewissens. Texte eines deutschen Antistalinisten. Rowohlt, Hamburg 1990, ISBN 3-499-12813-6.
- Mut. Frauen in der DDR. Herbig, München 2005, ISBN 3-7766-2434-5 (zusammen mit Gerald Praschl und Bärbel Bohley).